# Krapinica (rijeka)
Krapinica je hrvatska rijeka u Krapinsko-zagorskoj županiji, desna pritoka Krapine. Nastaje spajanjem potoka Maceljčica i Putkovec u blizini Đurmanca. Duga je 25,79 km. Protječe kroz Krapinu i Zabok.
Prolazi kroz sljedeća naselja: Đurmanec, Ravninsko, Podgora Krapinska, Strahinje, Doliće, Krapina, Mihaljekov Jarek, Bobovje, Polje Krapinsko, Velika Ves, Lepajci, Gornja Pačetina, Galovec Začretski, Završje Začretsko, Dukovec, Švaljkovec, Sveti Križ Začretje, Ciglenica Zagorska, Pustodol Začretski, Mirkovec, Zleć, Štrucljevo, Brezova, Grabrovec, Grdenci, Zabok, Hum Zabočki, Lug Zabočki i Pavlovec Zabočki.